# کوالز (اوکلاهما)
کوالز (به انگلیسی: Qualls) یک منطقهٔ مسکونی در ایالات متحده آمریکا است که در شهرستان چروکی، اکلاهما واقع شده‌است.